# Annalistes
Els annalistes (del llatí annales, llibres dels esdeveniments anuals, paraula que alhora prové d'annus "any") foren els primers historiadors de l'època romana. Els primers relats històrics dels quals es té coneixement foren escrits a finals del segle iii aC, en plena Segona Guerra Púnica. Les seves obres reben el nom de annales i partien del compromís polític i moral, la consciència tradicional i l'interès pel comportament humà i els seus impulsos. L'objectiu final que perseguien els annalistes era poder crear una relat històric unitari i coherent, més enllà d'una simple exposició de fets, amb l'objectiu de construir una consciència col·lectiva compartida entre tots els ciutadans (la història de Roma), sempre amb la classe dirigent com a gran protagonista.
L'activitat dels annalistes s'estendrà fins a l'època de Sul·la. No se'n conserva cap obra completa i solament ens n'han arribat citacions a través d'erudits i historiadors posteriors. Els annalistes escriviren en grec fins a Cató el Vell, que fou el primer a escriure sobre història en llatí.

## Context històric
Els annalistes se situen en un context entre finals del període mitjà de la República Romana i inicis del període tardà. La consciència col·lectiva en aquesta etapa de la pèrdua d'aquests valors morals que havien donat grandesa i glòria al període arcaic de la República, lligat a l'admiració per aquesta, serà el tema principal al voltant del qual gravitaran les obres dels annalistes.
Els ciutadans romans consideraven que el Mos maiorum, un sistema de valors morals sorgits de la conducta dels avantpassats envers el seu servei a l'estat, constituïen una doctrina sobre la qual s'havien d'extreure els patrons de conducta per realitzar l'ideal cívic de la República.

### Precedents i influències
Els precedents dels annals els trobem en una sèrie de documents oficials tant de les institucions polítiques com de les religioses que tenien com a objectiu un simple registre de fets històrics ordenats cronològicament.
En el terreny religiós trobem els fastorum libri, anotació successiva dels dies de l'any dividits en fasti, aptes per a les activitats públiques i privades, i els nefasti, no aptes per a tals activitats. També trobem els Annales pontificum, segurament els documents que més van influir en el naixement dels annalistes. Aquests eren registres dels esdeveniments més importants de cada any que feia el pontífex màxim, i els penjava a casa seva en una tauleta blanca. Constaven d'un calendari religiós, on es consignaven els noms dels diferents cònsols electes i els esdeveniments diaris, com sacrificis, incendis, batalles, noves lleis, tractats, prodigis, etc. Arran d'aquestes narracions històriques estrictes exposades any per any, els primers historiadors també agafaran la paraula annales per escriure la història de Roma.
En el terreny polític trobem els Fasti Consulares, llistes anuals de magistrats dipositades en el temple de Juno Moneta. També els tractats que Roma establia amb els seus aliats, guardats al temple de Júpiter Capitolí, els decrets del Senat romà guardats al temple de Ceres i les lleis aprovades guardades en el temple de Saturn.
En el terreny no oficial, familiar i oral trobem les laudationes funebres. Aquests cants exaltaven les virtuts del mort i dels seus avantpassats, creant una consciència familiar glorificada i exemplar. Aquests cants es recollirien més tard per escrit i serien una font d'informació valuosa per ser integrada en la tradició llegendària romana.
També s'han de tenir en compte els diferents historiadors hel·lenístics que davant del creixement de la influència romana en el Mediterrani s'hi havien començat a interessar, com per exemple Timeu de Sicília (346-250 aC), que va tenir èxit a la ciutat.

## Característiques generals

### Temàtica
La tradició annalística està vinculada des de l'inici a la classe dirigent romana; aquests, coneixedors de les característiques de l'entramat de poder romà, volen fer arribar arreu del mediterrani la glòria de Roma. Per tant, la intenció és propagandística i didàctica. El lligam amb la tradició és un dels temes principals, posant èmfasi en la reverencia als avantpassats o a la fidelitat al mos maiorum. La raó de ser de l'annalística rau exclusivament en l'educació moral
El patriotisme, el tradicionalisme i el moralisme es converteixen amb el patrimoni de la classe dominant per donar la seva visió sobre la realitat a través de l'annalística, juxtaposant l'etapa primitiva de Roma amb la contemporània, subratllant els valors tradicionals i morals que evidentment li convenien. Per tant, els annalistes no busquen correspondre les seves obres amb la realitat. Cercant moments històrics rellevants, busquen identificar-los com a realitzacions de valors concrets

### Llenguatge i estil
L'estil literari annalístic no té un caràcter unitari de gènere, sinó que consta de formes diferents, i és difícil de sistematitzar. Tot i que tots estan motivats per abastar la història de Roma des dels orígens fins al moment en què escriuen, en especial atenció al període llegendari i al contemporani, hi ha moltes excepcions a aquesta forma i cada analista té característiques particulars.
Cató trenca amb l'esquema cronològic en organitzar el material i Luci Celi Antípater escull un període concret i escriu segons el model hel·lenístic. Uns escriuen en grec i altres en llatí, uns segueixen fidelment l'estil sobri i concís de les notes dels pontífexs, els altres prefereixen l'estil més carregat i pesat dels documents oficials i els arxius i d'altres incorporen recursos retòrics.
Tots tenen l'objectiu comú d'ensenyar el passat de Roma perquè els ciutadans se'n sentin orgullosos, i perquè prenguin exemple del comportament exemplar dels avantpassats mitjançant els exempla, característica pròpia de la historiografia romana.

## Períodes històrics

### Primer període:Annalesen grec
Les guerres púniques són una presa de consciència per part del poble romà com a estat, però sobretot com a estat hegemònic amb un paper clau i cada cop més hegemònic dins del mediterrani.
Aquest primer grup d'annalistes no es dediquen professionalment a escriure. Escriuen després de retirar-se de la seca carrera política i per a un públic reduït, relacionats amb el govern de l'estat. El material de què disposaven era oral i escrit de la fase pre-literària. Els esquemes cronològics que fan servir són els dels annales pontificum, però l'estil narratiu té gran influència grega.
Això s'observa primer de tot en el fet d'escriure en grec. Hi hauria dos motius principals: el primer, que el llatí encara fos una llengua poc desenvolupada en el terreny literari a causa de la poca tradició que existia fins aquell moment. El segon motiu, com a rèplica als historiadors grecs que havien escrit sobre Roma. Com que el grec era la llengua de cultura arreu del Mediterrani, per arribar al màxim de públic possible necessitarien escriure en aquesta llengua. També fruit de l'escalada de tensió en el Mediterrani per l'entrada en joc de Roma, hi va haver un desplegament diplomàtic per solucionar la desconfiança que existia envers la ciutat del Laci, i els annales ajudarien a difondre una propaganda de justificació de l'imperialisme romà com una causa defensiva per a la pau i per fer saber els objectius de la noblesa romana.
Quint Fabi Pictor (historiador) és la primera personalitat literària entre els historiadors romans. Els seus annales tracten de l'origen i fundació de Roma, passant ràpidament pel període mitjà i entrant un cop més en detalls en el període recent, la primera guerra púnica que va viure en primera mà. Fabi va seguir tradicions gregues al costat de les autòctones. Igual que l'historiador Timeu de Sicília (IV-III aC), Fabi mostra una predilecció per les antiguitats, els rituals religiosos, els usos i costums i pels elements anecdòtics i biogràfics.
Al costat d'aquestes tendències gregues, Fabi aprofita el marc cronològic dels annales pontificum, la tradició oral de la seva il·lustre família i els seus coneixements com a servidor de l'estat romà, donant-se una unió peculiar entre les dues cultures que marcarà la historiografia romana.

### Segon període: "Annales" en llatí
A finals del segle ii aC la victòria sobre l'Imperi cartaginès en la Segona Guerra Púnica, unida a altres victòries militars, donen als romans major confiança en ells mateixos. L'augment de l'hegemonia romana i la possibilitat de poder prescindir dels grecs com a aliats suposa que ja no és necessari escriure en grec per raons diplomàtiques o propagandístiques.
Marc Porci Cató Censorí, també conegut com a Cató el Vell, és el primer a escriure en llatí i així inaugura una nova etapa en l'annalística. Cató s'oposava a que la cultura grega entrés a roma i sacsegés les bases tradicionals i culturals fonamentals per al poder dominant. Cató refusa una sèrie de característiques dels annales en grec: ja no fa servir material provinent dels Annales Pontificum i no respecta l'esquema cronològic annalístic, ni el títol tradicional, i anomena la seva obra Origines.
El seu objectiu és escriure una història nacional romana. Això el porta a un confrontament cultural amb Grècia, amb la pretensió de convèncer l'elit romana que les ciutats itàliques eren antigues i nobles, sense res a envejar en actitud i en virtut a les gregues. Això es pot apreciar en un passatge on compara Leònides I amb un tribú romà que es va sacrificar per salvar l'exèrcit.
La seva prosa és irregular, amb mescla d'expressions poètiques procedents de l'èpica i de frases de la vida quotidiana. Les estructures sintàctiques són monòtones i senzilles i concentra els recursos retòrics en els seus discursos introduïts en l'obra, primera mostra d'autobiografia política.
A diferència de Cató el Vell, la resta d'annalistes, tot i escriure en llatí, continuen fent servir el mateix esquema annalístic, recollida de material i forma de disposar el relat que els primers analistes. D'aquesta generació, a part de Cató, són també coneguts Cassi Hèmina i Calpurni Pisó.

### Tercer període: annalistes de l'època delsGracs
A finals del segle ii aC, amb l'extensió de la cultura grega i l'agitació política provoquen una demanda de llibres d'història accessible a les masses. Es reclama un estil amè i més elaborat davant l'estil concís i auster dels primers annalistes.
L'escriptura es comença a professionalitzar. Luci Celi Antípater escriu en set llibres la historia sobre la Segona Guerra Púnica, més orientada a entretenir el públic amb la seva composició dramàtica i els seus valors estilístics que a relatar els fets amb precisió. En aquesta obra se centra en Publi Corneli Escipió Africà, tractat com un heroi. A partir d'aquí neix la monografia, amb precedents en la historiografia hel·lenística, basada en històries extenses centrades en personatges destacats escrites de forma dramatitzada.
Una altra característica dels annalistes d'aquest període és la seva focalització en el període arcaic de la ciutat de Roma, del 500 al 300 aC. Aquest és un període que no havia estat gaire tractat pels annalistes anteriors. Els annalistes d'aquesta etapa també es caracteritzen per utilitzar com a fonts els llibres dels autors anteriors en lloc de cercar als arxius.

### Quart període: annalistes de l'època deSul·la
Aquesta és l'última generació d'historiadors fidels al gènere annalístic abans del canvi qualitatiu que suposarà Sal·lusti. Com la generació anterior, escriuen per a un públic ampli, incloent històries llegendàries, desenvolupant dramàticament els episodis i sacrificant la veritat per satisfer el patriotisme o alguna família poderosa.
El gust literari hel·lenitzat exigia més elaboració retòrica i la imitació de models grecs i buscava entretenir el públic en deteniment del to moralitzant. Quint Claudi Quadrigari arrenca el seu relat a partir de l'incendi de Roma causat pels gals el 390 aC perquè considera que tot l'anterior és tradició oral i no es pot escriure amb garanties. S'ocupa principalment del període entre el 218 aC i el 80 aC, ja que era l'època més ben documentada, i va parar menys atenció a l'època llegendària.

## Llegat
Com a conclusió sobre el llegat d'aquest primer període de la historiografia romana, els annalistes són els primers a fixar un esquema de relat històric que no només va seguir vigent en la literatura de finals de la república i la imperial, sinó també fins als nostres dies. Són els primers escriptors a l'hora de començar a construir un l'imaginari col·lectiu romà, mitjançant la història nacional, que més tard arribarà al seu punt àlgid en època augusta.
D'entre els primers annalistes, Quint Fabi Pictor (historiador) va gaudir d'un reconeixement considerable. Altres historiadors com Polibi, Dionisi d'Halicarnàs o Tit Livi es basaran en ell. Fabi Pictor es pot considerar com el primer propagandista polític de l'antiga Roma, si es considera que s'hi troba la idea de la superioritat moral del poble romà, la política defensiva i la guerra justa en defensa dels aliats com la clau de l'èxit de la ciutat.
Per altra banda, Cató el Vell va deixar una petjada imborrable a l'antiga Roma, deixant com a gran herència l'orientació pràctica de la literatura i l'adaptació de la tècnica i cultura grega. Ja contemporanis seus com Cassi Hèmina, Luci Celi Antípater o Publi Terenci Àfer se'n fan ressò. Sal·lusti i Tàcit n'agafen l'expressió lingüística pel seu to moralitzant. La seva forta personalitat va influir fortament la classe dirigent romana, sobretot la facció dels optimats. Els aproximadament 150 discursos que el banquer i editor Àtic va recollir d'ell ajudarien a continuar proporcionant a Cató d'una imatge quasi mítica.
D'altres annalistes com Luci Celi Antípater, Marc Juni Brut i Marc Terenci Varró n'extreuen fragments. Tit Livi, Plutarc, Virgili, Valeri Màxim, Plini el Vell, Frontó i Cassi Dió també es serveixen de la seva obra.